# روي ماسي
روي ماسي (بالإنجليزية: Roy Massey)‏ هو لاعب كرة قدم بريطاني في مركز الهجوم، ولد في 10 سبتمبر 1943 في Mexborough ‏ في المملكة المتحدة. لعب مع كولتشستر يونايتد ونادي روذرهام يونايتد ونادي ليتون أورينت.